# Султанова-Жданова, Фирая Рифкатовна
Фирая Рифкатовна Султанова-Жданова (тат. Фирая Рифкать кызы Солтанова-Жданова) — российская легкоатлетка, которая специализировалась на длинных дистанциях и марафоне. На олимпийских играх 1996 года выступала на дистанции 10 000 метров, но не смогла выйти в финал.
Заслуженный мастер спорта России. Почётный гражданин Набережных Челнов. В настоящее время проживает в Джексонвилле (штат Флорида).
Вдова Виктора Жданова.

## Достижения
Чемпионаты мира по полумарафону
- Чемпионат мира по полумарафону 1993 — 1:12.57 (23-е место)
- Чемпионат мира по полумарафону 1994 — DNF
- Чемпионат мира по полумарафону 1995 — 1:12.35 (17-е место)
- Чемпионат мира по полумарафону 1996 — 1:12.34 (7-е место)
- Чемпионат мира по полумарафону 1998 — 1:11.53 (20-е место)

Марафоны
- 1995;  Стамбульский марафон — 2:34.44
- 2000;  Сибирский международный марафон — 2:36.07
- 2006;  Хьюстонский марафон — 2:32.25
- 2007;  Хьюстонский марафон — 2:39.06